# 스마일링 선

스마일링 선 (영문 판)

스마일링 선(영어: Smiling Sun)은 "Nuclear Power? No Thanks" 라고 씌여진 반핵운동 배지를 말한다. 이 마크는 전 세계 반핵운동의 상징으로 사용되고 있다. 스마일링선 로고는 1975년 덴마크의 활동가, 앤 룬트(Anne Lund)가 디자인했으며, 1970년대 후반에서 1980년대에 전 세계에서 사용되었다. 전 세계 45개국 언어로 약 2천만개 이상의 스마일링 선 배지가 만들어졌다.